# Stegschänke
Stegschänke, niedersorbisch Pśidrozna Kjarcma, ist ein Wohnplatz in Werchow, einem Ortsteil der Stadt Calau im Landkreis Oberspreewald-Lausitz in Brandenburg. Ursprünglich gehörte die Siedlung zur Gemeinde Cabel, die am 1. Januar 1957 nach Werchow eingemeindet wurde.

## Lage
Die Stegschänke liegt in der Niederlausitz und zählt zum amtlichen Siedlungsgebiet der Sorben/Wenden. Umliegende Ortschaften sind Werchow im Norden, Plieskendorf im Nordosten, Weißag, Zwietow und Gosda im Süden und Cabel im Westen. Östlich der Stegschänke liegen die Wienerberger-Kiesgrube und die Ziegelei Buchwäldchen. Nördlich der Siedlung liegt die auch als Goldborn bezeichnete Quelle des Göritzer Fließ, westlich liegt der Lugteich. Das Wasser aus der Quelle soll auf Anweisung der Prinzessin Anna Christine von Sachsen-Weißenfels im Jahr 1758 zu Heilzwecken nach Dresden transportiert worden sein.

## Geschichte
Die Siedlung Stegschänke wurde als Schänke des Rittergutes Cabel angelegt. Der Wirt der Schänke nutzte den Goldborn ab 1813 für eine kurze Zeit als Badegelegenheit für seine Gäste. Ab 1816 gehörte die Siedlung zum Kreis Calau in der preußischen Provinz Brandenburg. Laut der Topografisch-statistischen Übersicht des Regierungsbezirks Frankfurt a.d.O. aus dem Jahr 1844 hatte die Stegschänke fünf Einwohner. 1867 hatte die Siedlung vier Einwohner.
Nach dem Zweiten Weltkrieg gehörte die Gemeinde Cabel mit der Stegschänke weiterhin zum Landkreis Calau, der 1950 in Landkreis Senftenberg umbenannt und am 25. Juli 1952 im Zuge der DDR-Kreisreform aufgelöst wurde. Danach gehörte der Ort zum Kreis Calau im Bezirk Cottbus. Am 1. Januar 1957 wurde Cabel mit Stegschänke nach Werchow eingemeindet. Nach der Wiedervereinigung lag die Stegschänke im Landkreis Calau in Brandenburg. Dieser ging im Dezember 1993 im Landkreis Oberspreewald-Lausitz auf. Die Gemeinde Werchow wurde am 26. Oktober 2003 nach Calau eingemeindet, womit auch die Stegschänke ebenfalls zu Calau kam.